# Lelydorp
Lelydorp (Sranantongo: Kofidjompo, Kofi sprang) ist der Hauptort und ein Ressort im Distrikt Wanica in der Republik Suriname. Lelydorp liegt etwa 18 km südlich von Paramaribo und hat 18.663 Einwohner (Census 2012), womit es nach Paramaribo die zweitgrößte Ansiedlung in Suriname ist.

## Geschichte
Lelydorp wurde Anfang des 20. Jahrhunderts gegründet. Es ist benannt nach Gouverneur Cornelis Lely. Den sranan Namen Kofidjompo erhielt der Platz volksetymologisch, weil ein flüchtender Sklave Kofi (der an einem Freitag geborene) hier seinen Verfolgern durch einen Sprung über einen Bachlauf knapp entwischt sein soll. Als 1903–1912 eine Eisenbahnstrecke, die Lawabahn von Paramaribo bis Dam zur Erschließung der Goldfelder am Oberlauf des Suriname gebaut wurde, wurde Kofidjompo eine wichtige Haltestation an der ursprünglich 173 km langen Strecke. Um dem Erbauer der Bahn, Ingenieur und Gouverneur Lely Ehre zu erweisen, wurde der Ort in Lelydorp umbenannt. Die Strecke Paramaribo bis Lelydorp wurde bereits in den 1950er und 1960er Jahren u. a. wegen des Ausbaus des Straßennetzes zum Johan Adolf Pengel Flughafen stillgelegt.

### Verwaltungszentrum
Lelydorp ist das Verwaltungszentrum des Distriktes Wanica und Sitz des Distriktkommissars. Die Bevölkerung besteht überwiegend aus Surinamern javanischer und indischer Herkunft. Der inzwischen zu einer Kleinstadt gewachsene Ort ist mit allen dazugehörenden öffentlichen Einrichtungen ausgestattet wie u. a. Polizeiposten, Feuerwehr, Kliniken, Schulen und Sportkomplexen. Damit der alte Name nicht in Vergessenheit gerät, erhielt 1983 ein Platz im Ortszentrum den Namen Kofidjompo.

## Städtepartnerschaften
- Lelystad (Niederlande)